# Tai Tsun Wu
Tai Tsun Wu (chinês tradicional: 吳大峻, chinês simplificado: 吴大峻, pinyin: Wú Dàjùn, Xangai, 1 de setembro de 1933) é um físico estadunidense nascido na China.